# Phyllanthus tequilensis
Phyllanthus tequilensis är en emblikaväxtart som beskrevs av Benjamin Lincoln Robinson och Jesse More Greenman. Phyllanthus tequilensis ingår i släktet Phyllanthus och familjen emblikaväxter. Inga underarter finns listade i Catalogue of Life.